# Itália művészete
Itália nem politikai fogalom, hanem a mai Olaszország területének történelmi elnevezése. Az egységes Olaszország csupán a 19. században született meg, korábban nem mindig lehetett egységes olasz/itáliai művészetről beszélni. Szócikkünk vázlatos áttekintést ad az Itália területén kialakult különböző kultúrák és államok művészettörténeti fejlődéséről. Olaszország művészetét lásd: Olaszország művészete (a művészettörténészek közmegegyezése az olasz nemzet művészetét itt tárgyalja. Az alábbiakban azonban az olasz művészetről is olvasható áttekintés)

## Őskor
Itáliában a legkorábbi emlékek az újkőkorszakból származnak, cölöpépítmények nyomait tárták fel.

## Ókor

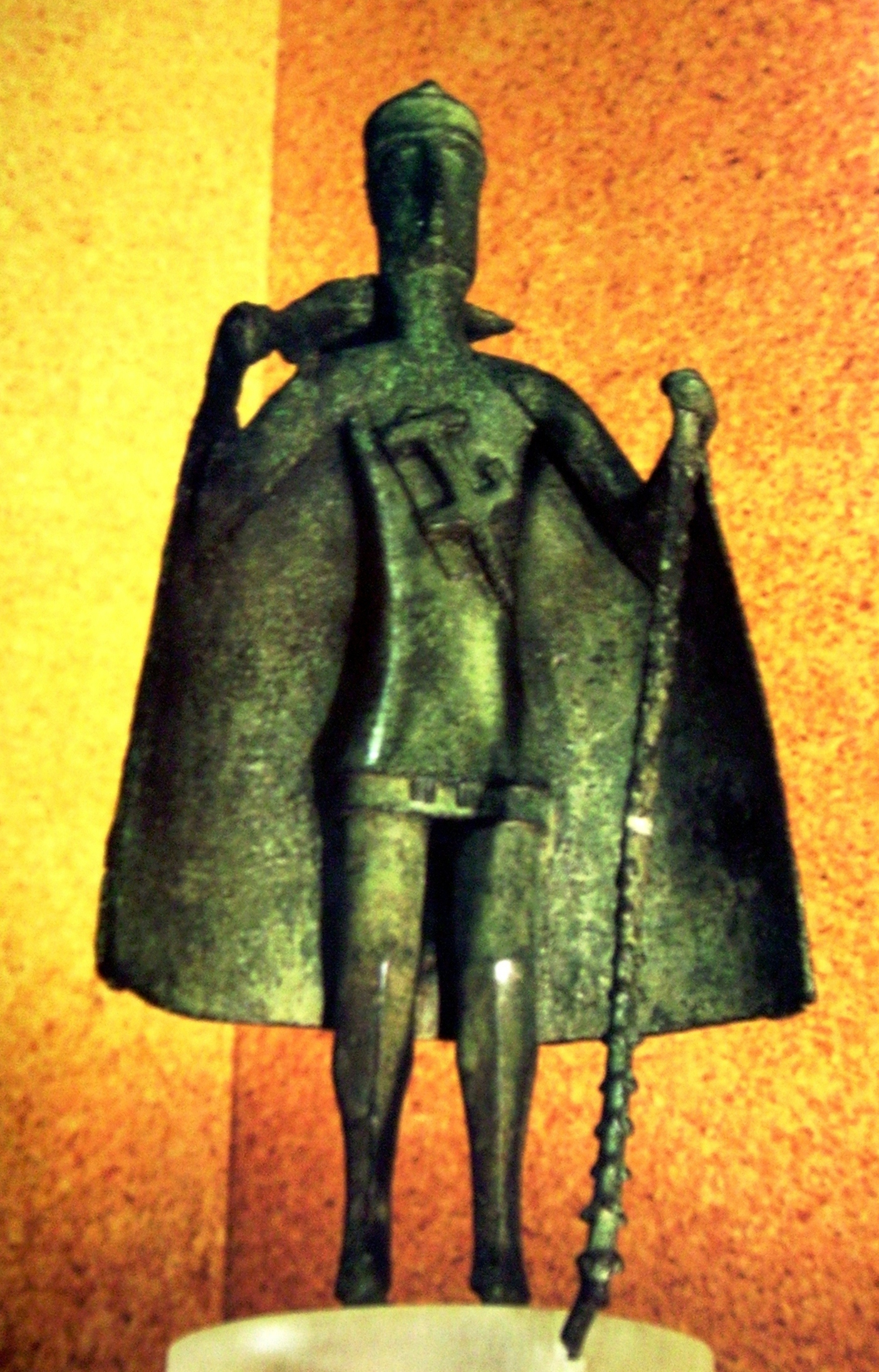
Bronzszobor Szardínia szigetéről, i. e. 13. század
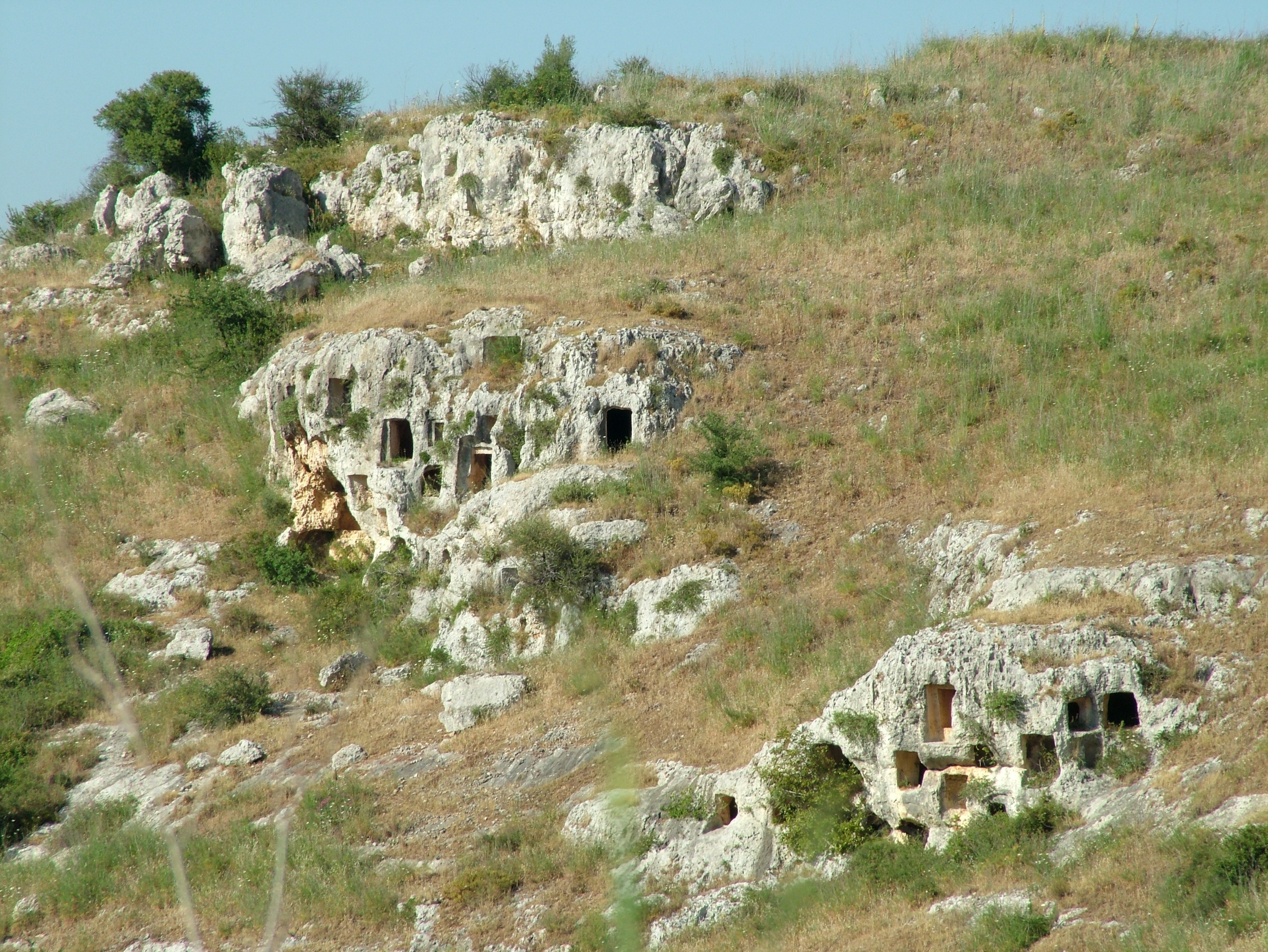
Nekropolisz, Szicília, Pantalica, i. e. 13-7. század
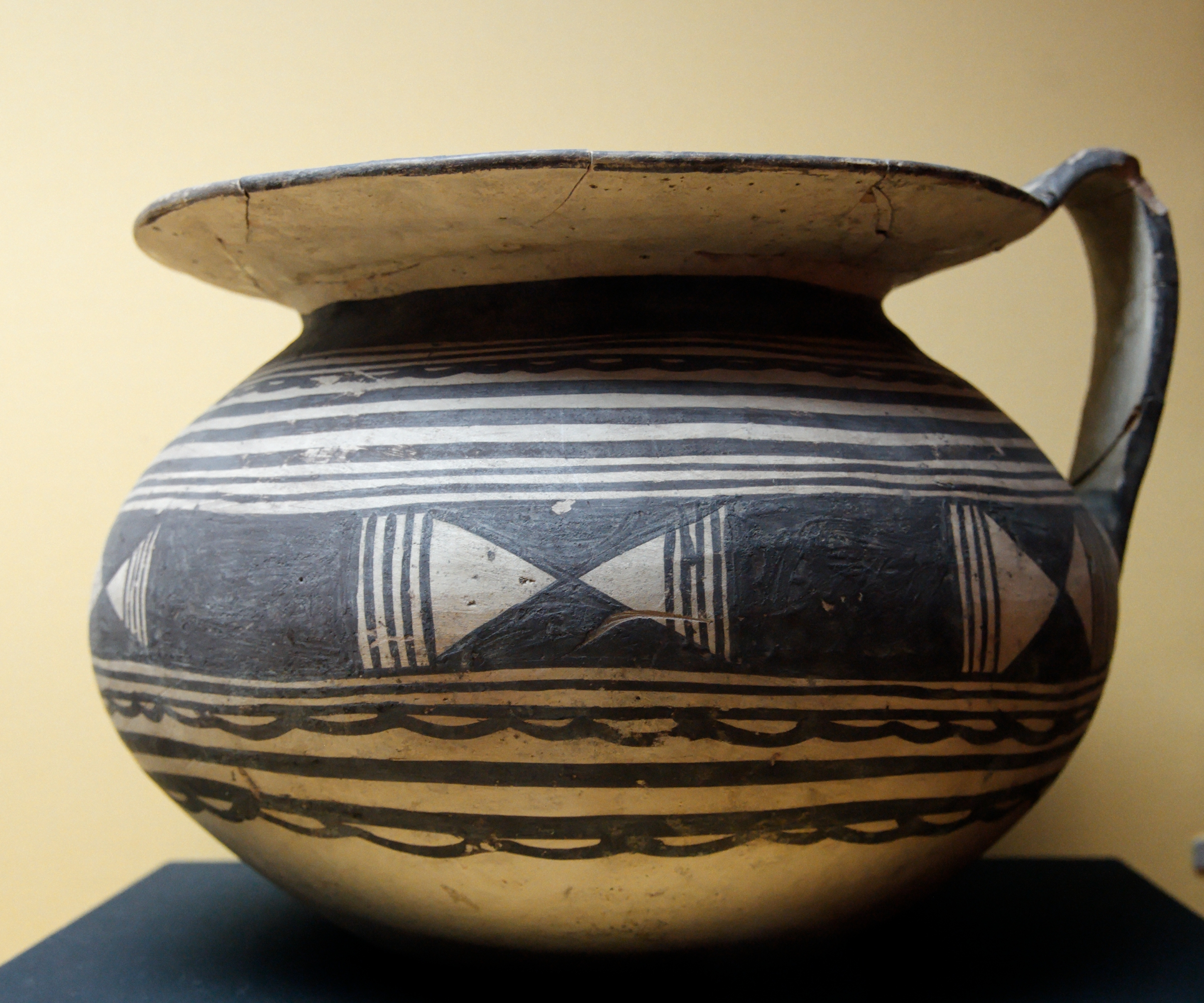
Kerámiaedény, i. e. 5. század
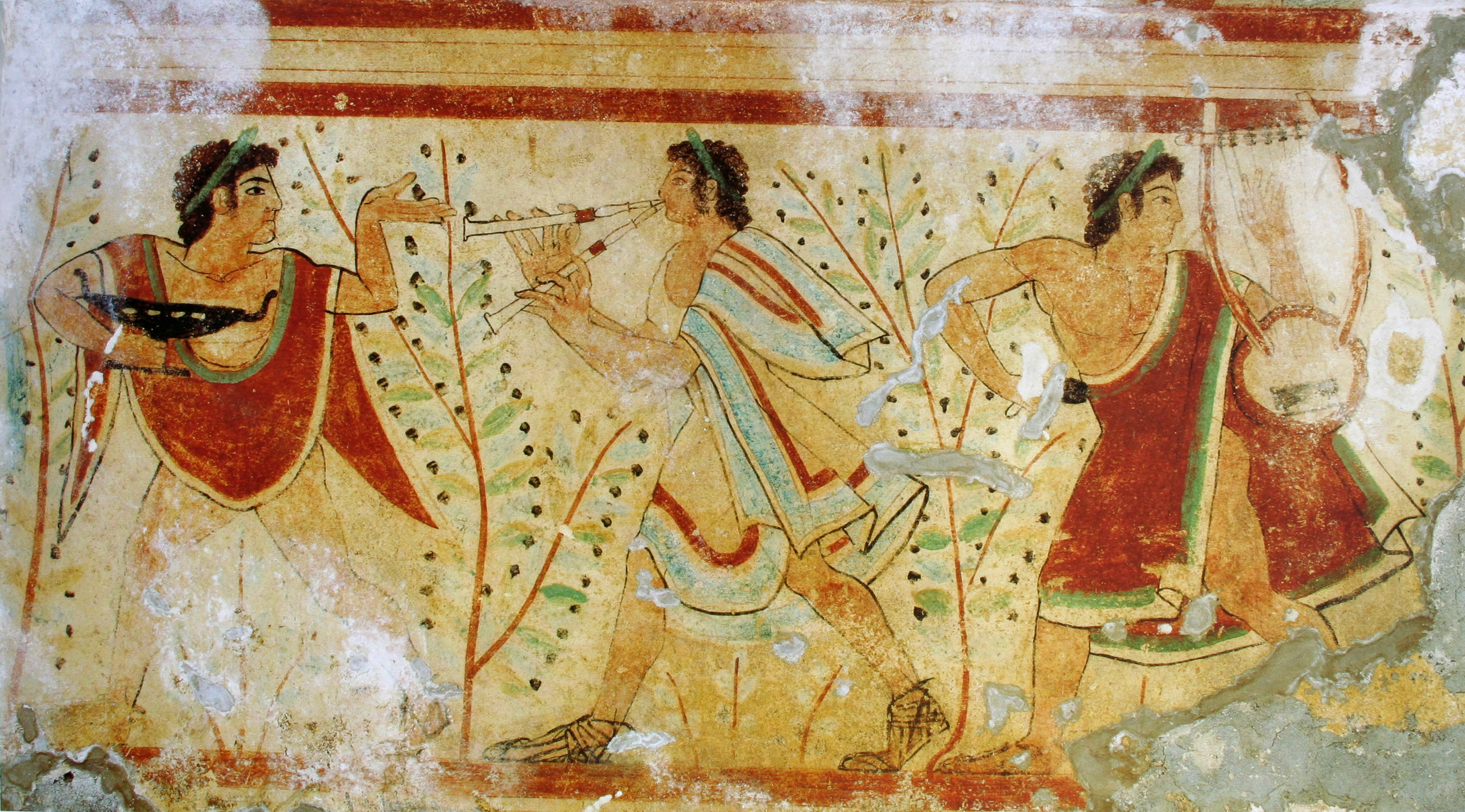
Etruszk falfestmény, Monterozzi - Tarquinia, i. e. 5. század

Ide tartozik mindazoknak az ókori népeknek a művészete, amelyek az akkori Itália területét lakták. Málta és Szardínia szigetén a megalitikus kultúra önálló változatai jöttek létre a neolitikumban. A Kr. e. 2. évezred végén számos kisebb nép települt be, köztük az első indoeurópaiak, és sok kisebb önálló kultúrát hoztak létre, melyek először az etruszk, majd a itáliai görög művészet befolyása alá kerültek, de hatottak rájuk egyidejűleg az északra betelepült gallok is. Délen a punok éltek. Mindezen területeket elfoglalta a növekvő Római Köztársaság, s megindult a népek és művészetek beolvadása. A római művészet az ókori Itália művészetének utolsó szakasza. Részletesen az alábbi cikkeket lásd:
- Málta és Szardínia ókori művészete, a megalitikus kultúra helyi változatai
- Italikus művészet (a kisebb vaskori népek művészete)
- Etruszk művészet
- Italióta művészet (az itáliai görög városállamok művészete)
- a Szicíliában és Szardínián élő punok művészete
- az Itáliában megtelepült kelták művészete
- és az ókori Róma művészete
- Ókori római építészet

## Középkor
A bizánci művészet sokáig rányomta bélyegét az alkotásokra. Az építészetben a román stílus váltotta fel, amelynek azonban az építészeten kívül nem volt jelentősebb szerepe az itáliai művészetben. A gótika is csak az észak-itáliai területekre tört be (Milánó, Velence).
Középkori itáliai művészeti korszakok:
- Duecento vagy dugento (e. duecsento, dudzsento; szó szerint „200-as évek”): a 13. század itáliai művészete
- Trecento (e. trecsento; „300-as évek”): 14. század, a sajátos olasz gótika virágkora és a reneszánsz csírái

## Reneszánsz
- Quattrocento (kvattrocento; „400-as évek”): 15. század, a reneszánsz virágkora
- Cinquecento (csinkvecsento; „500-as évek”): 16. század, az érett reneszánsz időszaka

## A korai újkortól napjainkig
Az újkor korszakai Olaszország területén:
- Manierizmus

## A Seicento
A 17. század első felének művészete még az ezt megelőző korszak nagyjainak vívmányai hatása alatt folytatódtak, bár sokszor inkább csak üres dekorativitással.
Palma Giovanne Tiziano stílusának késői követője volt. A chiaroscuro stílus állt hozzá közel, és ezt bonyolult stílussal ötvözte. Feldolgozott témák közül a vallás állt hozzá a legközelebb és a portréfestészet. Tiziano stílusának követői közül a következő Padovanino (1588–1648) volt. Ő a mester klasszikus stílusát vitte vászonra, vallásos, allegorikus és mitológiai témákban. A korszak egyik legkiemelkedőbb festője, Gregorio Lazzarini (1655–1730) lesz, az, aki majd Tiepolónak adja tovább a tizianói hagyományt. Gregorio az 1680-as években lesz igazán részese a velencei festészet megújító mozgalmának.
E századnak két olyan áramlatát (iskoláját) tartjuk számon, melyek érintetlenül hagyták a velencei kolorizmust. Az egyik iskola a bolognai, a Caracci fivérek klasszicizmusát vette alapul, míg a másik a nápolyi-római iskola volt, ehhez az irányvonalhoz pedig Caravaggio neve kötődik, és az ő drámai naturalizmusa.
A Nápolyból való festő Luca Giordano (1634–1705) művein szintén Caravaggio hatás érzékelhető, később mikor Veronese művészetével ismerkedik, színei megvilágosodnak, és ezüstös csillogás érzékelhető képein. Az 1680-as Veronese-reneszánsz egyik elindítójaként tartják őt számon.
- Settecento (szettecsento; 18. század) (késő barokk, korai klasszicizmus)
- Ottocento (ottocsento; 19. század), az egyesült Olaszország művészete
- 20. századi olasz művészet